# Cete
Cete es una freguesia portuguesa del concelho de Paredes, con 4,35 km² de superficie y 2.517 habitantes (2001). Su densidad de población es de 578,6 hab/km².